# Niccolò Chiaramonte
Niccolò Chiaramonte o de Chiaramonte, o anche Chiaramonti (Sicilia, ... – Roma, 25 settembre 1227) è stato un cardinale e vescovo cattolico italiano.

## Biografia
Fu creato cardinale vescovo di Frascati da papa Onorio III nel concistoro del 1219. Nel 1220 fu nunzio apostolico in Germania dell'imperatore Federico II di Svevia. Partecipò all'elezione papale del 1227 quando fu eletto papa Gregorio IX.

## Genealogia episcopale e successione apostolica
La genealogia episcopale è:
- Papa Gregorio IX
- Papa Onorio III
- Cardinale Niccolò Chiaramonte

La successione apostolica è:
- Arcivescovo Raoul de La Roche-Aymon (1233)